# Sześciopiór brązowawy
Sześciopiór brązowawy (Parotia berlepschi) – gatunek średniej wielkości ptaka z rodziny cudowronek (Paradisaeidae), ostatnio wyodrębniony z P. carolae. Ma brązowo zabarwioną górną część ciała, posiada też barwę miedzianą i zieloną. Tęczówki u obu płci są białawe.
Długość ciała około 25 cm. Przypomina i jest często uważany za podgatunek sześciopióra białopiórego (Parotia carolae), różni się jednak od niego bardziej brązowym upierzeniem i brakiem pierścienia wokół oczu.
Początkowo gatunek został opisany na podstawie 4 zebranych okazów. Ojczyzną tych mało znanych ptaków są góry Foja w indonezyjskiej prowincji Papua, gdzie odkrył je ponownie w 1985 amerykański naukowiec Jared Diamond, który napotykał jedynie samice. W grudniu 2005 zespół 11 badaczy z USA, Australii i Indonezji prowadzony przez ornitologa Bruce’a Beehlera przemierzył dziewicze rejony gór Foja i odnalazł tam ten, jak i kilka innych gatunków, w tym nowe, jeszcze nieopisane.
Gatunkowa nazwa systematyczna berlepschi została nadana na cześć niemieckiego ornitologa Hansa von Berlepscha.
Międzynarodowa Unia Ochrony Przyrody (IUCN) uznaje sześciopióra brązowawego za gatunek najmniejszej troski (LC – least concern). Trend liczebności populacji uznawany jest za stabilny.